# 83 Leonis Bb
83 Leonis Bb (83 Leo Bb) é um planeta extrassolar que orbita a estrela 83 Leonis B a aproximadamente 59 anos-luz da Terra na constelação de Leo. Sua descoberta foi publicada em 2005 pela equipe do Califórnia e Carnegie Planet Search, que utilizou o método da velocidade radial. 83 Leonis Bb orbita sua estrela em uma órbita muito curta, com um semieixo maior de 0,12 UA e um período orbital de cerca de 17 dias.